# Hydatellaceae

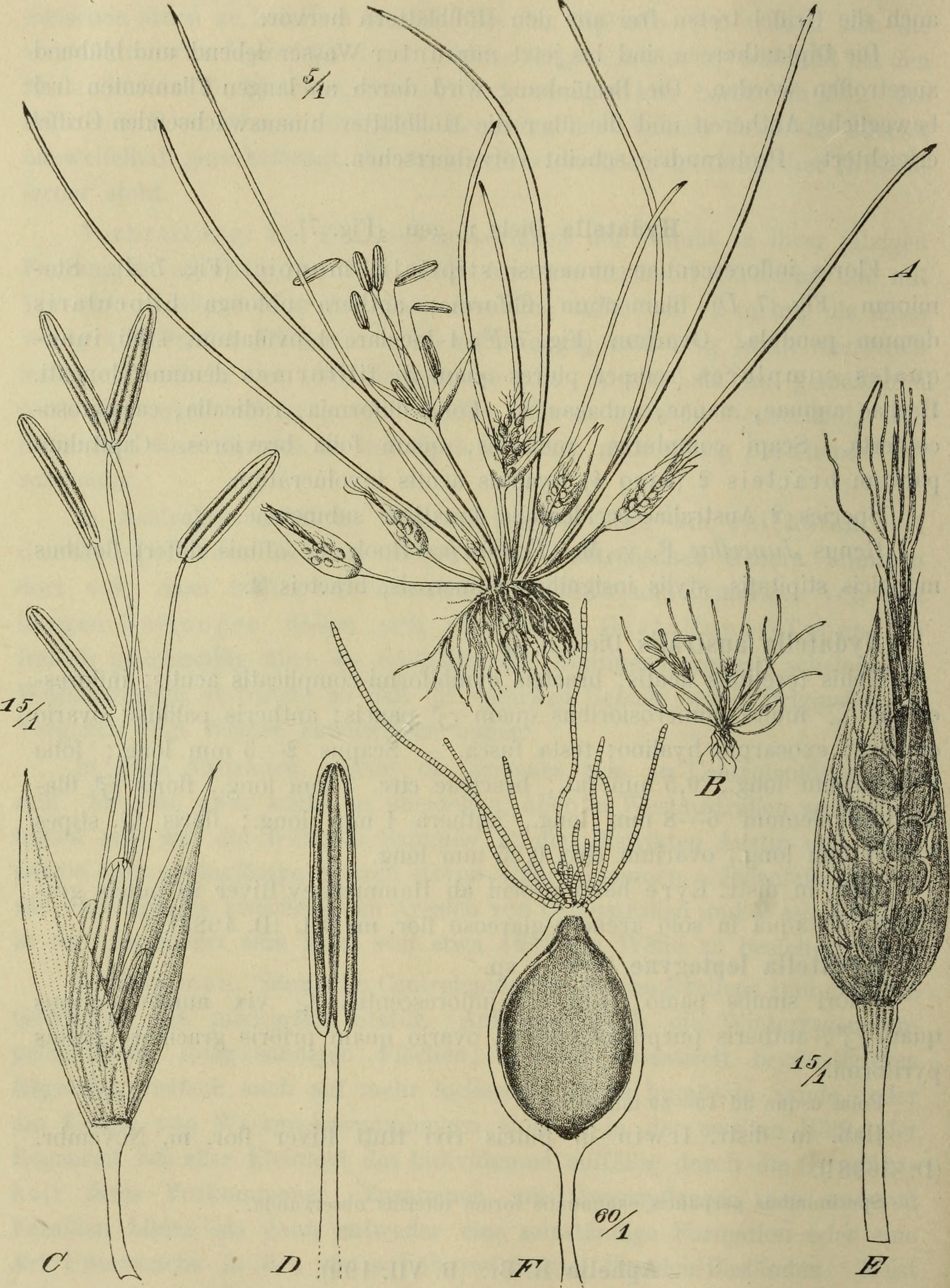
Ilustração botânica de Trithuria australis (em Botanische Jahrbücher für Systematik, Pflanzengeschichte und Pflanzengeographie, 1904).

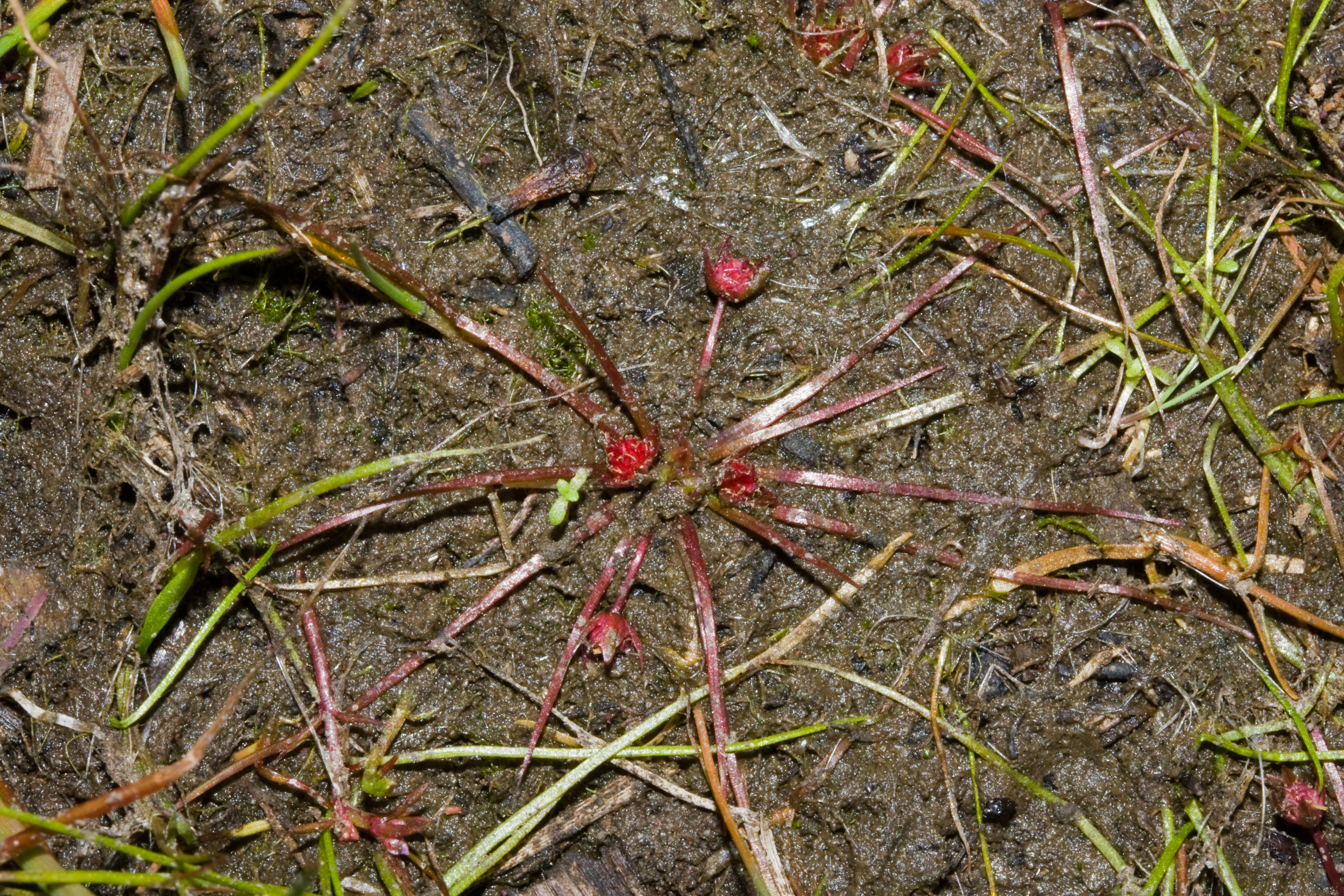
Trithuria submersa, frutificação.

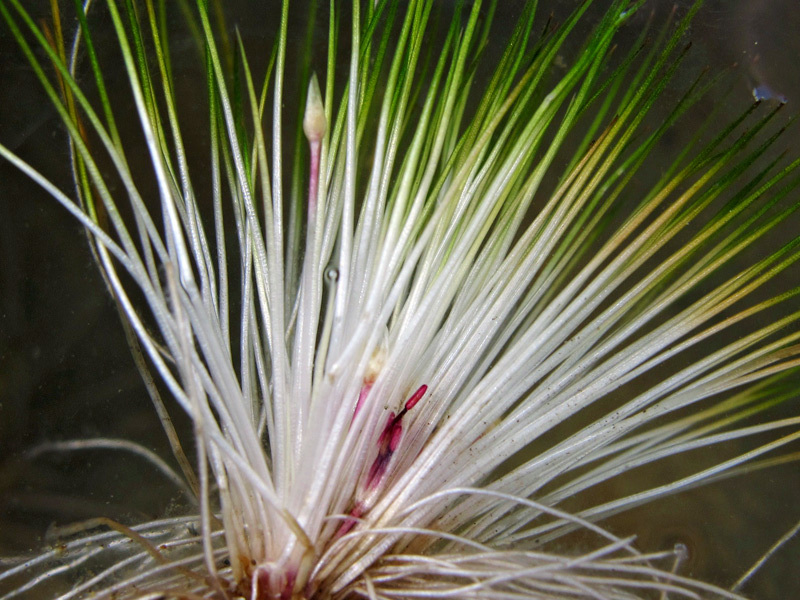
Trithuria inconspicua

Hydatellaceae U.Hamann é uma pequena família de plantas com flor da ordem Nymphaeales (i.e, do grado das angiospérmicas basais) que agrupa um conjunto de pequenas plantas herbáceas aquáticas, relativamente simples, que ocorrem na Australásia e Índia. Na sua presente circunscrição taxonómica, a família é monotípica, contendo apenas o género Trithuria Hook.f.. Por razões meramente morfológicas devidas a evolução convergente, o agrupamento foi considerada como próximo da ordem Poales, mas foi reatribuida à ordem Nymphaeales, como resultado análises morfológicas e de ADN, que mostraram a sua maior afinidade com o grado das angiospérmicas basais.

## Descrição
Hydatellaceae é uma família de pequenas plantas aquáticas com flores. A família é constituída por plantas minúsculas e relativamente simples com distribuição natural restrita à Australásia e Índia. Foi anteriormente considerada como estando relacionada com as gramíneas e os juncos (ordem Poales), mas foi reatribuída à ordem Nymphaeales em resultado de análises de ADN e morfológicas que mostram que representa um dos primeiros grupos a separar-se na filogenia das plantas com flor, em vez de ter uma relação próxima com as monocotiledóneas, com as quais tem uma semelhança superficial devido a evolução convergente.
Na sua presente circunscrição taxonómica, a família inclui apenas o género Trithuria, que tem pelo menos 13 espécies, embora a diversidade de espécies na família tenha provavelmente sido substancialmente subestimada, pois existem variações substanciais entre espécies.
As espécies destas família são plantas são submersas e emergentes, anuais e aquáticas, enraizadas no substrato debaixo de água. São plantas pequenas e relativamente simples, com poucos centímetros de altura. A maior parte das espécies são aquáticas efémeras que florescem em charcos vernais quando a água baixa, mas várias espécies são plantas perenes submersas que se encontram em lagos pouco profundos.
As folhas simples estão concentradas basalmente à volta de um caule curto. As espécies individuais são cossexuais (com vários tipos de condições hermafroditas) ou dióicas, polinizadas pelo vento (anemófilas) ou autopolinizadoras (autogâmicas). São também conhecidas duas espécies predominantemente apomíticas.
Estas plantas produzem unidades reprodutivas semelhantes a flores, compostas por pequenas conjuntos de estruturas minúsculas semelhantes a estames ou pistilos que podem representar, cada uma, uma flor individual muito reduzida, de modo que as unidades reprodutivas podem ser consideradas como pseudantos. Os frutos não carnosos são folículos ou aquénios.

## Taxonomia
A família Hydatellaceae foi estabelecida por Ulrich Hamann (da cátedra de Botânica Especial da Ruhr-Universität Bochum (Universidade do Ruhr em Bochum) e publicada em 1975 no New Zealand Journal of Botany, Volume 14: p. 195. A família Hydatellaceae foi anteriormente colocada na ordem Poales. Estudos de genética molecular e uma nova interpretação da morfologia esclarecem que a família pertence à ordem Nymphaeales e está na base da árvore genealógica das angiospermas.
A família foi durante muitos anos considerada como um parente próximo das gramíneas e juncos e foi mesmo por vezes incluída na família graminiana Centrolepidaceae. Ainda em 2003, o sistema APG II atribuiu Hydatellaceae à ordem Poales (das gramíneas) das monocotiledóneas comelinídeas. No entanto, a investigação posterior baseada em sequências de ADN e na morfologia reprodutiva indica que a família Hydatellaceae é o grupo irmão extante das Nymphaeaceae e Cabombaceae (famílias de plantas aquáticas que inclui a generalidade dos nenúfares) e, portanto, representa uma das linhagens mais antigas das plantas com flor. Os proponentes de classificações anteriores foram induzidos em erro pela morfologia vegetativa e reprodutiva aparentemente reduzida destas plantas. Como ervas aquáticas, as Hydatellaceae têm adaptações ambientais que levam a características derivadas (que constituem sinapomorfias) que criam uma semelhança morfológica com o táxon mais distante. A reanálise cuidadosa dos seus traços morfológicos e as comparações com outras angiospérmicas ditas "basais" apoiaram este radical ajustamento taxonómico. Este realinhamento é agora reconhecido nos sistemas de classificação APG III e APG IV.
Na sua presente circunscrição taxonómica, a família é monotípica contendo apenas o género Trithuria Hook.f., já que em 2008 o género Hydatella Diels foi absorvida em Trithuria. A espécie tipo é  Trithuria submersa Hook.f. Naquela revisão algumas espécies foram fundidas e algumas novas espécies foram descritas, aumentando para 12 o número de espécies de Trithuria consideradas como validamente descritas. No processo, 11 das 12 espécies foram formalmente redescritas, sendo que as espécies da Índia não foram cobertas.
Estas plantas aquáticas são os parentes vivos filogeneticemente mais próximos das duas famílias estreitamente relacionadas Nymphaeaceae e Cabombaceae, com as quais foram agrupados na ordem Nymphaeales.